# Erster Prager Fenstersturz

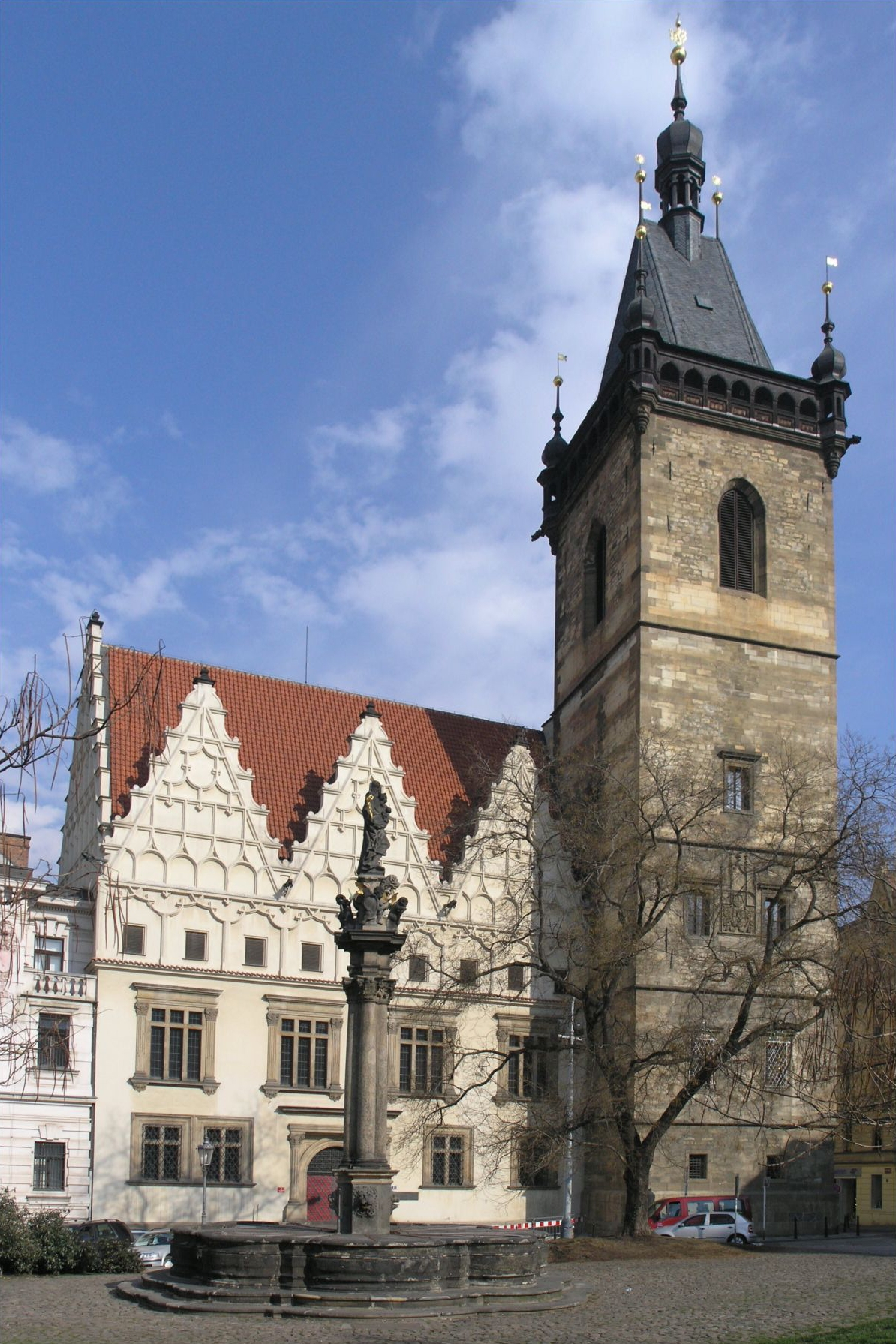
Neustädter Rathaus

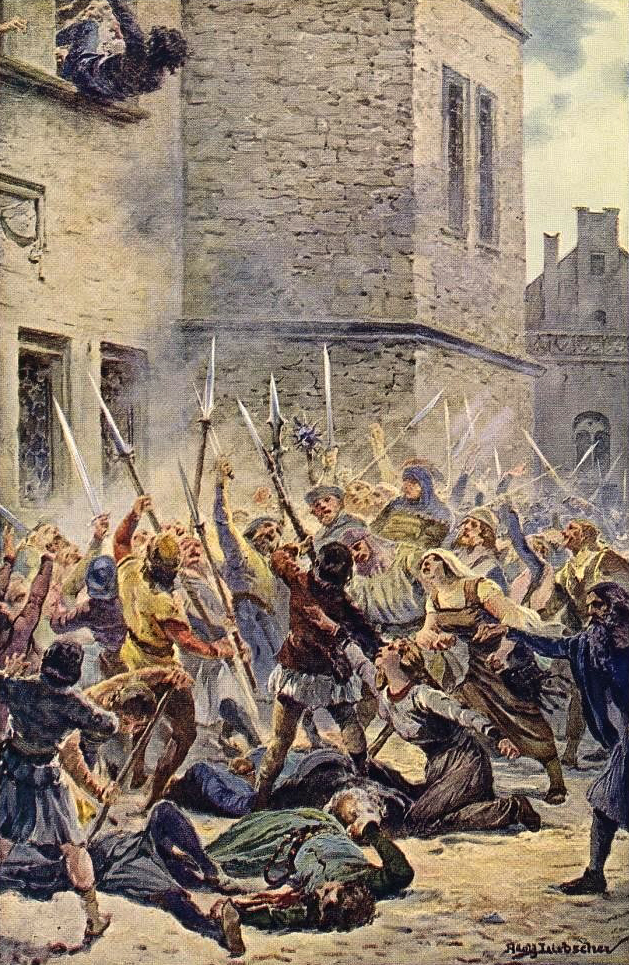
Darstellung durch den böhmischen Historienmaler Adolf Liebscher (1857–1919)

Der Erste Prager Fenstersturz steht am Anfang der Hussitenkriege. Am 30. Juli 1419 stürmten Hussiten, Anhänger des vier Jahre zuvor beim Konzil von Konstanz auf dem Scheiterhaufen als Ketzer hingerichteten Jan Hus, das Neustädter Rathaus am Karlsplatz in Prag, um dort gefangene Glaubensgenossen zu befreien. Dabei warfen sie zehn Personen aus dem Fenster: den Bürgermeister, zwei Ratsherren, den Stellvertreter des Richters, fünf Gemeindeältere und einen Knecht. Die Gestürzten wurden anschließend mit Hiebwaffen getötet, die die wartende Menge unter der Kleidung verborgen mitgebracht hatte. Ein weiterer Ratsherr starb in der Folterkammer. Der Volksaufstand war von radikalen Reformanhängern mit dem Prediger Johann von Seelau an der Spitze vorbereitet worden.
Vor dem Rathaus befindet sich ein 1960 von Jaroslava Lukešová geschaffenes Bronzedenkmal, das an Johann von Seelau erinnert.